# Suszka (Basse-Silésie)
Pour les articles homonymes, voir Suszka.
Suszka est une localité polonaise de la gmina de Kamieniec Ząbkowicki, située dans le powiat de Ząbkowice Śląskie en voïvodie de Basse-Silésie.